# Auhausen

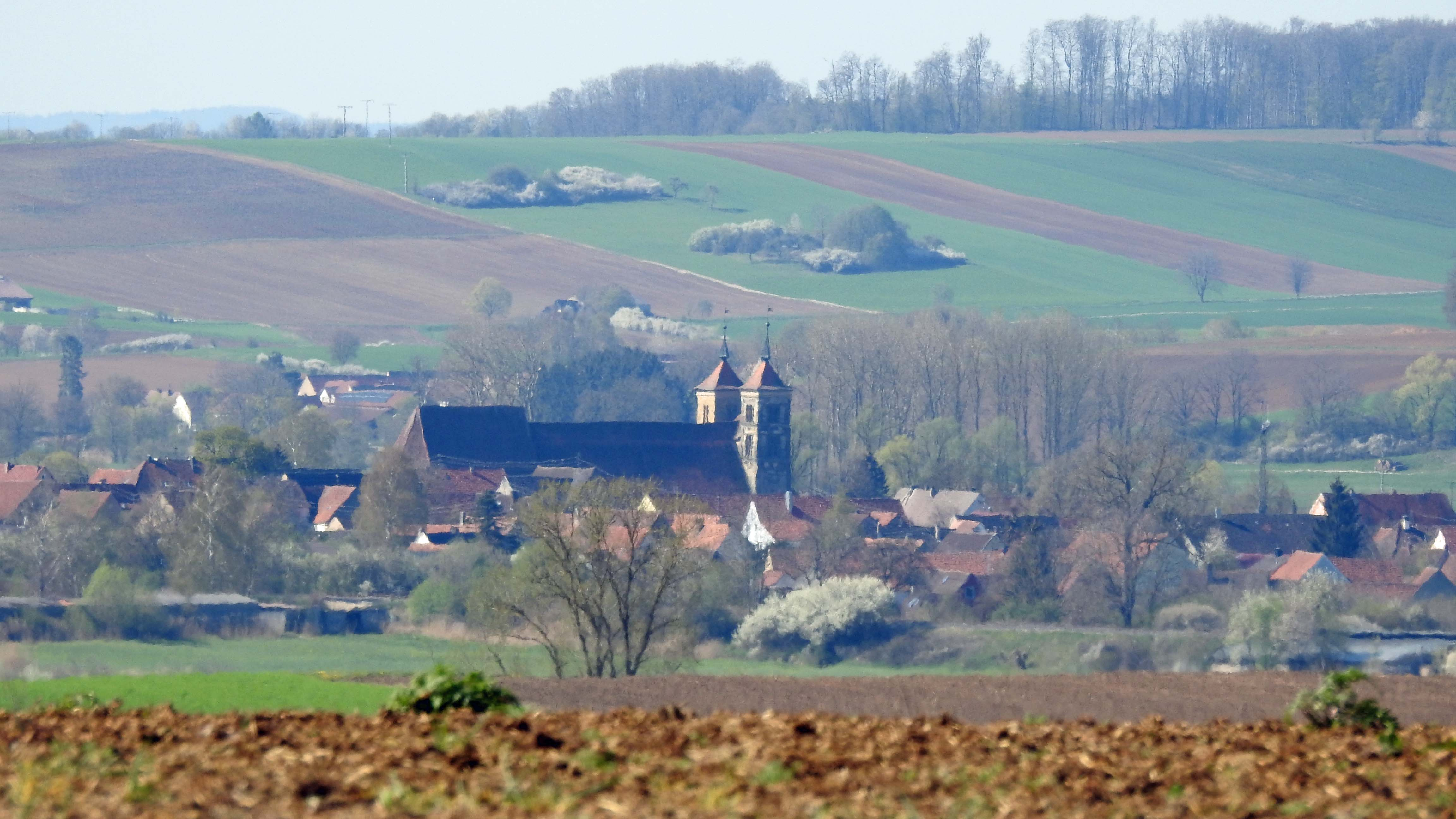
Auhausen von Nordosten

Auhausen ist eine Gemeinde im schwäbischen Landkreis Donau-Ries und Mitglied der Verwaltungsgemeinschaft Oettingen in Bayern.

## Geografie

### Lage
Auhausen ist die nördlichste Gemeinde im bayerischen Regierungsbezirk Schwaben und liegt am Rand des Nördlinger Rieses, etwa sechs Kilometer nördlich von Oettingen. Westlich fließt die Wörnitz vorbei, am Südrand der Bruckbach, der südwestlich in die Wörnitz mündet. Rund um Auhausen finden sich zahlreiche Erholungsgebiete und historische Städte.

### Gemeindegliederung
Die Gemeinde besteht aus zwei Gemarkungen, die in der Fläche den ehemaligen Gemeinden entsprechen, und hat neun Gemeindeteile (in Klammern ist der Siedlungstyp angegeben):
- Auhausen (Pfarrdorf) mit Heuhof (Einöde), Pfeifhof (Einöde), Wachfeld (Weiler) und Zirndorf (Weiler)
- Dornstadt (Kirchdorf) mit Hirschbrunn (Kirchdorf) und Linkersbaindt (Forsthaus)
- Lochenbach (Dorf)

Das Forsthaus Linkersbaindt ist eine Exklave im nördlich gelegenen gemeindefreien Gebiet Dornstadt-Linkersbaindt.
Die Einöde Hof am Schmarrenweiher ist abgegangen, die Leberhöfe ▼ wurden 1873 abgebrochen.

## Geschichte

### Bis zur Gemeindegründung
Auhausen wird urkundlich erstmals im Jahre 959 erwähnt, als Otto I. am 12. Juni seinem Getreuen Hartmann das einem Ernst gerichtlich entzogene Eigengut in Auhausen und Westheim schenkt. 1136 erwähnt Papst Innozenz II. Auhausen in einem Privileg für das schon bestehende Kloster. Die genaue Gründung des Ortes kann, wie auch die des Benediktinerklosters, nicht urkundlich belegt werden. Dennoch kann man aus historischen und ortsnamenkundlichen Gründen die (fränkische) Ortsgründung im 9. Jahrhundert annehmen, möglicherweise als Ausbausiedlung von Westheim oder Geilsheim. Für die Klostergründung können die Jahre zwischen 1129 und 1133 angenommen werden, denn der Gründer, Hartmann von Auhausen, erscheint urkundlich Februar 1133 als Zeuge des Naumburger Bischofs im Saaletal. Hier begründeten er, seine drei Söhne und die Enkel die Dynastie der Herren von Lobedeburg mit neuem Stammsitz in und später oberhalb von Jena-Lobeda. Den Besitz an der Wörnitz übergab er bis auf Gütersplitter dem neuen Kloster. Die edelfreien Herren von Auhausen sind mit Lücken von 959 bis 1129 im Zusammenhang mit Auhausen bzw. Alerheim (nur Burggrafenamt) fassbar. Der Weggang der Herren von A. machte die Bewohner für Jahrhunderte zu Untertanen des Klosters.
Zur Klostergeschichte bis 1534 siehe Sturm in Lit.
Aufständische Bauern verwüsteten das Kloster während des Bauernkriegs im Mai 1525. 1530 floh der letzte Abt Georg Truchseß von Wetzhausen nach Eichstätt. Das Kloster schloss sich der lutherischen Lehre an und wurde 1537 aufgelöst. Die Klosterkirche wurde Pfarrkirche. Der Grundbesitz des Klosters unterstand dem neu geschaffenen Klosterverwalteramt Auhausen, das Teil des ansbachischen Oberamtes Wassertrüdingen war.
Im Jahre 1608 schlossen sich die protestantischen Fürsten des Reiches im Kloster Auhausen zum Schutzbündnis der Protestantischen Union zusammen. Die Klostergebäude selbst wurden im 19. Jahrhundert großenteils abgerissen.
Gegen Ende des 18. Jahrhunderts gab es in Auhausen 86 Untertansfamilien. Die Dorf- und Gemeindeherrschaft und die Grundherrschaft über alle Anwesen hatte das Klosterverwalteramt Auhausen.
Bei den von Karl August von Hardenberg als preußischem Minister in Ansbach-Bayreuth durchgesetzten preußisch-oettingischen Grenzbereinigungen 1796 fiel das ansbachische Klosteramt an die Grafen Oettingen-Spielberg und damit bei deren Mediatisierung mit der Rheinbundakte 1806 an das Königreich Bayern. Hier wurde das ehemals fränkische Auhausen zusammen mit Oettingen dem schwäbischen Oberdonaukreis bzw. dem späteren Regierungsbezirk Schwaben zugeordnet.
2008/2009 war Festjahr zur 1050. Jahresfeier der ersten urkundlichen Erwähnung von Auhausen und des 400. Jahrestages der Gründung der Protestantischen Union von Auhausen 1608.

### Eingemeindungen
im Zuge der Gebietsreform in Bayern wurden am 1. Oktober 1975 die Gemeinde Lochenbach und am 1. Mai 1978 die Dornstadt eingegliedert.

### Einwohnerentwicklung
Zwischen 1988 und 2018 wuchs die Gemeinde von 993 auf 1006 Einwohner bzw. um 1,3 %.
| Jahr      | 1961 | 1970 | 1987 | 1991 | 1995 | 2000 | 2005 | 2010 | 2015 |
| Einwohner | 1078 | 1012 | 0992 | 1051 | 1089 | 1113 | 1100 | 1032 | 1055 |

## Politik
Seit Mai 2014 ist der am 16. März 2014 gewählte Martin Weiß (FWG/UHL) Erster Bürgermeister; dieser wurde bei der Kommunalwahl im März 2020 mit 91,1 % wieder gewählt. Vorgänger war Wilhelm Dorner (Freie Wählergem./Unabh.).
Der Gemeinderat setzt sich in der Amtszeit 2020 bis 2026 wie folgt zusammen:
- Freie Wählergemeinschaft/Unabhängige Liste: 7 Sitze
- Einigkeit und Frieden Dornstadt: 5 Sitze

### Wappen
| | Blasonierung: „Der Vierung von Silber und Schwarz aufgelegt die zweitürmige rote Vorderansicht der Ortskirche.“ |
| Wappenbegründung: König Ludwig II. verlieh der Gemeinde 1865 ein nicht farbiges Bildsiegel. Darauf war die ehemalige Klosterkirche im früheren Bauzustand zu sehen. Das Gemeindewappen lehnt sich an diese Darstellung an. Die ehemalige Klosterkirche und heutige evangelische Pfarrkirche ist nicht nur Wahrzeichen des Ortes, sondern hat auch weltgeschichtliche Bedeutung: 1608, vor dem Ausbruch des Dreißigjährigen Kriegs, schlossen sich hier mehrere protestantische Fürsten zur „Union“ des Bundes evangelischer Reichsfürsten zusammen. 1136 ist erstmals ein Benediktinerkloster in Auhausen erwähnt. Das Dorf kam schon mit der Klosterstiftung zum größten Teil an das Kloster, das auch die Ortsherrschaft innehatte. Seit 1410 nahmen die zollerischen Markgrafen von Ansbach Einfluss auf das Kloster. Im Zuge der Reformation wurde das Kloster 1534 säkularisiert, Besitz und Rechte lagen nun ganz in ihren Händen. Daran erinnert die Zollern-Vierung von Silber und Schwarz im Gemeindewappen. Seit 1959. | |

## Sehenswürdigkeiten

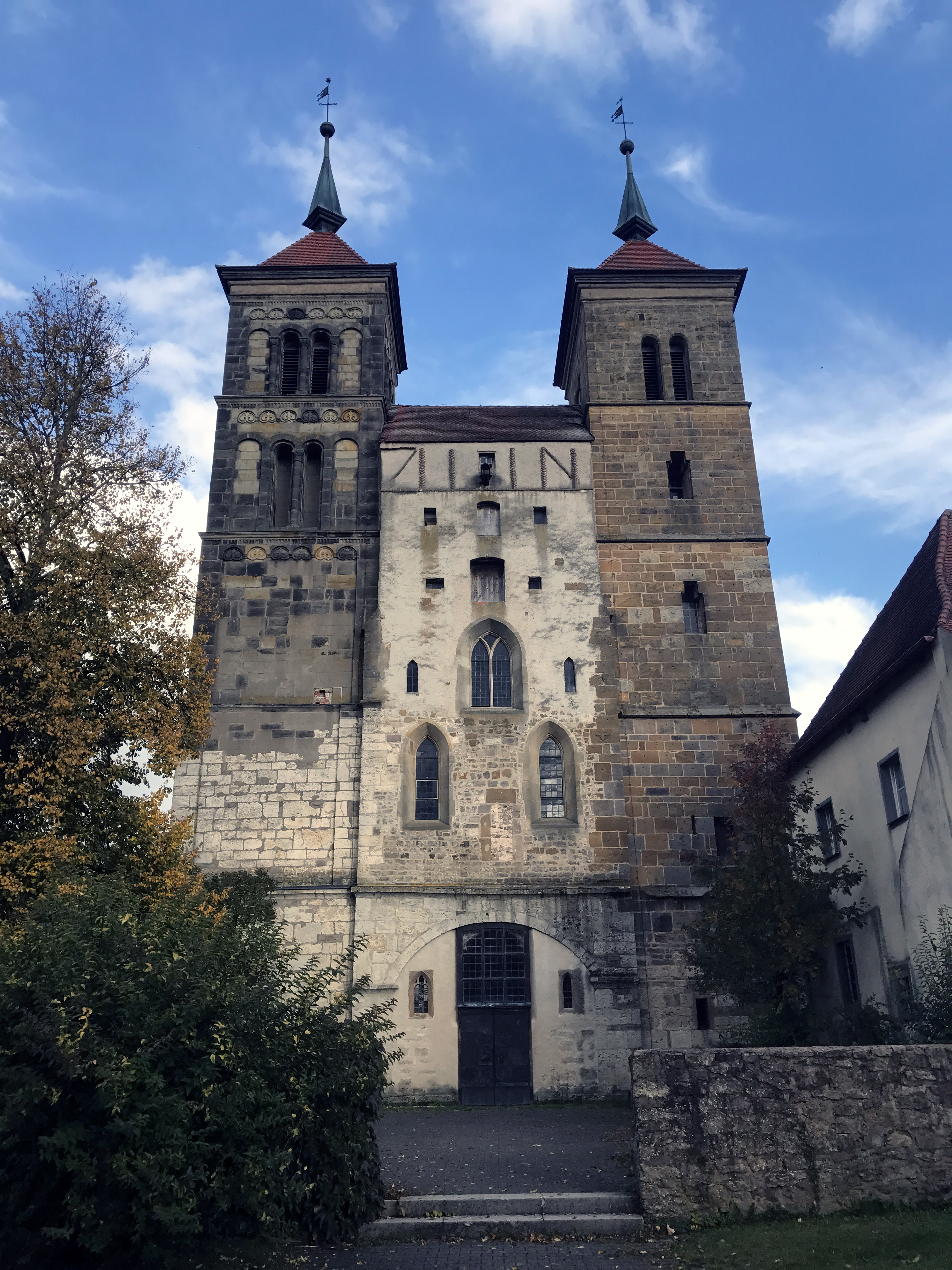
Westfassade der romanischen ehemaligen Klosterkirche

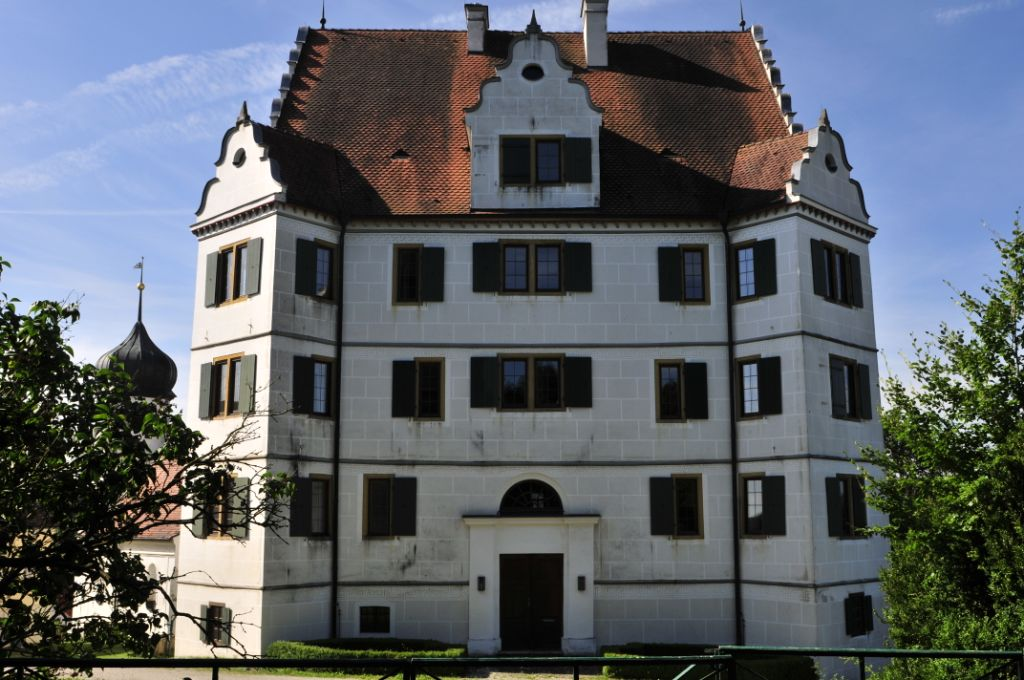
Schloss Hirschbrunn

- Pfarrkirche St. Maria: Ehemalige Klosterkirche, dreischiffige romanische Basilika mit gotischem Chor und charakteristischer Doppelturmfassade. Siehe für Kirchenbau und Ausstattung die Angaben in Dehio, S. 151–154 in Lit.
  - Hochaltar von 1513 von Hans Schäufelin[12]
  - Pfeilerfresken: u. a. hl. Kümmernis,[13] hl. Antonius Abbas (Antoniterorden) mit Schweinchen, letztes Drittel des 15. Jahrhunderts.
  - Wandmalereien
  - Werke von Loy Hering, Eichstätt, und seiner Werkstatt: Wetzhausen-Denkmal u. Sakramentarium 1521, Grabstein Georg Truchseß von Wetzhausen bis 1530.[14]
  - Holzdecke im Hauptschiff des Langhauses 1542 mit Grisaillemalerei von Jesse Herlin, Nördlingen.[15]
  - altes Chorgestühl von 1420 im nördlichen Ausbau (Seitenkapelle)
  - Gestühl im Chor 1519 von Melchior Schabert, Donauwörth
  - Stiftergrabmal 1542 von Hans Fuchs, Nördlingen[16]
  - Orgel von Georg Martin Gessinger, Rothenburg ob der Tauber, mit Prospekt von 1776 und alter hoher Chorstimmung. 1976/77 von Steinmeyer, Oettingen renoviert unter Hinzufügung eines zweiten Manuals
- Schloss Hirschbrunn (Gemeindeteil Dornstadt), erbaut von Peter und Hans Alberthal, im Besitz des fürstlichen Hauses Oettingen-Spielberg (nicht zu besichtigen), mit Schlosskapelle (zu besichtigen während der Gottesdienstzeiten)

## Wirtschaft und Infrastruktur

### Wirtschaft einschließlich Land- und Forstwirtschaft
Nach der amtlichen Statistik gab es 2017 im Ort 217 sozialversicherungspflichtige Beschäftigte; von den Einwohnern standen 431 Personen in einem versicherungspflichtigen Arbeitsverhältnis, so dass die Zahl der Auspendler um 214 höher lag. Im Jahr 2016 bestanden 31 landwirtschaftliche Betriebe; 1258 ha der Gemeindefläche waren landwirtschaftlich genutzt.

### Verkehr
Auhausen liegt an der Bahnstrecke Nördlingen–Gunzenhausen, auf der derzeit kein regulärer Personenverkehr stattfindet. Die Staatsstraße 2221 durchquert den Ort und verbindet ihn mit Oettingen im Süden und Wassertrüdingen im Norden.

### Bildung
2018 bestand eine Kindertagesstätte mit 60 genehmigten Plätzen und 36 Kindern.

## Söhne und Töchter der Gemeinde
- Philipp Meyer (1896–1962), deutscher Politiker und Bundestagsabgeordneter (CSU)
- Otto Meyer-Auhausen (1893–1970), Fabrikant, Schriftsteller, Verfasser u. a. einer Autobiographie (siehe Literatur)[17]